# 朱塞佩·科米尼
朱塞佩·科米尼（義大利語：Giuseppe Comini，1922年9月20日—2011年4月6日），意大利击剑运动员。他曾代表意大利参加1956年夏季奥林匹克运动会击剑比赛，结果在男子团体佩剑项目上获得第五名。